# آآارگیرولپیس
آآارگیرولپیس (نام علمی: Aa argyrolepis) نام یک گونه از سرده آآ است.